# Лондонски филхармоничен оркестър
Лондонският филхармоничен оркестър (на английски: London Philharmonic Orchestra), наричан също Лондонска филхармония, е сред големите оркестри в Обединеното кралство. Помещава се в Кралската фестивална зала в Лондон.
Създаден е през от Томас Бийчъм 1932 г. Още същата година изнася първия си концерт на 7 октомври и получава автономност, като членовете на оркестъра сами могат да взимат професионалните решения.
Сред най-известните диригенти са Баренбойм и Саймън Ратъл, с които оркестърът придобива популярност през 90-те.

## Записи
Освен в симфонични концерти, оркестърът участва в записи на филмова музика. Записал е музика за филми като „Антоний и Клеопатра“ (1972), „Властелинът на пръстените“, „Филаделфия“, „Хобит“ (2012–2014) и др. 
Сред най-продаваните записи на Лондонската филхармония са тези на Рахманинов и Чайковски и The London Philharmonic Orchestra – Us And Them Symphonic Pink Floyd – 1995.
Други оркестри в града:
- Лондонски симфоничен оркестър
- Английски камерен оркестър
- Симфоничен оркестър на BBC
- Кралска филхармония